# Stèle Boglio
La stèle Boglio appelée aussi stèle de Cuttinus est une stèle retrouvée dans la région de Siliana, en Tunisie. Elle est actuellement conservée au musée national du Bardo. 
Le monument constitue une pièce archéologique importante pour la connaissance du culte rendu à Saturne en Afrique romaine dont elle est l'un des témoignages les plus célèbres, avec la série des stèles de La Ghorfa.

## Histoire

### Histoire ancienne
La stèle est un ex-voto qui rappelle un sacrifice, par un nommé Cuttinus, d'un taureau et d'un bélier à Saturne africain ayant eu lieu sur le site même de l'érection du monument.
La stèle est datée précisément du 28 avril 195 par Nayla Ouertani, mais elle est datée de la fin du IIIe siècle ou du début du IVe siècle av. J.-C. par Christophe Hugoniot, peut-être sous la première Tétrarchie, ou d'une fourchette entre 284 et 310 selon Mohamed Yacoub, du fait du style « cubique » des reliefs,.

### Histoire contemporaine
La stèle est découverte par un colon, M Boglio, aux environs de Siliana, au sud de Zama,. Elle est inventoriée sous le numéro AE 1966, 513 = ILPB 413.

## Description
La stèle est en calcaire grisâtre et en excellent état de conservation. Elle s'organise sur plusieurs registres superposés, selon la méthode habituelle.

### Fronton et partie supérieure: le monde divin
La partie la plus haute comporte un fronton, qui porte un aigle aux ailes déployées, deux Victoires qui entourent une dédicace à la divinité dans un cartouche. Les Victoires tiennent une palme et le cartouche sur lequel est inscrit Saturno Aug(usto) sacrum b(onis) b(ene), « À Saturne Auguste : bonheur aux hommes de bien », expression destinée à « combler les élus ».
Deux registres supérieurs sont consacrés à la divinité : le premier, dans une cella de temple flanquée de deux colonnes torsadées, représente le dieu assis sur un taureau accroupi, « victime sacrificielle », et qui porte « son attribut habituel », une serpe,, avec les Dioscures comme assesseurs portant un uniforme militaire et accompagnés de chevaux. Le dieu est barbu et chevelu et a la tête voilée. Le monde divin est ainsi représenté,.

### Scène du sacrifice
Sur le second, Cuttinus accompagné de sa famille est prêt à accomplir le sacrifice d'un taureau et d'un bélier victimes « rituelles dans le culte de Saturne » ou à réaliser ce sacrifice. Cutinnus dépose de l'encens sur l'autel et des femmes, dont l'épouse de Cuttinus et ses deux filles, portant des paniers de fruits sont à ses côtés. Le maître du domaine est représenté de façon hiératique et porte une toge. À partir de cette représentation, les reliefs figurent la réalité.
Entre le relief représentant Saturne et celui représentant Cuttinus réalisant le sacrifice se trouve une inscription : P (...) N (...) Cuttinus votu(m) sol(vit) cum suis B(onis) b(ene). L'inscription signifie « le patron de notre domaine, Cuttinus, s'est acquitté de son vœu avec les siens »,. Les deux dernières lettres signifient « bonheur aux gens de bien ». Les reliefs qui suivent sont des représentations de la réalité.

### Partie inférieure: la vie d'un domaine céréalier
Deux registres inférieurs sont quant à eux consacrés aux « Travaux et les Jours » de la vie rurale sur le domaine, en particulier la culture céréalière. 
Les deux dernières scènes figurées présentent l'activité agricole de labours, avec sur la gauche un paysan qui mène une paire de bœufs et l'araire et sur la droite une scène de moissons avec des ouvriers agricoles récoltant le blé à la faucille et formant des gerbes,. Sur toute la largeur du registre inférieur figure une scène de transport de la récolte sur trois chariots tirés par deux chevaux, le domaine semblant prospère. La prospérité de Cuttinus est due à sa piété.

## Interprétation
Le propriétaire est un riche détenteur d'un domaine agricole.

### Témoignage du culte rendu à Saturne africain
L'œuvre évoque Jupiter même si c'est Saturne qui est représenté ; il possède les attributs du maître de l'Olympe, maître des animaux et cosmique du fait de la présence des Dioscures, les deux « hémisphères célestes ». Saturne possède un caractère solaire et il est invictus,. Le caractère de « maître des animaux » est lié à ses origines orientales et le taureau a « un pouvoir générateur ».
La stèle est, outre son aspect religieux, une représentation de la vie rurale de l'Afrique antique et de la prospérité du dédicant.

### Témoignage de la prospérité des domaines agricoles
La stèle est un rappel de la puissance de Saturne en Afrique, « maître du temps et des moissons », « frugifer », « garant de la qualité et de l'abondance de la récolte », qui apporte la richesse à Cuttinus et à sa famille, et à toute la société paysanne par l'expression B(onis) b(ene). Saturne a donc aussi un caractère frugifer.
Le propriétaire est un autochtone.
L'œuvre veut transmettre l'image d'« une heureuse plénitude [...] sous le bienveillant patronage de la divinité ». Cependant, selon Serge Lancel, la stèle obéit à des canons bien que possédant des « caractères punico-numides et classiques ». C'est finalement l'« un des documents les plus importants pour l'illustration du culte de Saturne africain ».